# Clement Papa
Clement Papa (ur. 22 lutego 1971 w Mount Hagen) – papuaski duchowny katolicki, arcybiskup koadiutor Mount Hagen w latach 2024–2025, arcybiskup tejże diecezji od 2025.

## Życiorys

### Prezbiterat
Święcenia kapłańskie otrzymał 3 grudnia 1999 i został inkardynowany do archidiecezji Mount Hagen. 

### Episkopat
17 maja 2024 papież Franciszek mianował go arcybiskupem koadiutorem Mount Hagen. Sakry udzielił mu 3 sierpnia 2024 arcybiskup Douglas Young. Urząd arcybiskupa objął 18 marca 2025, wraz z przyjęciem przez papieża rezygnacji arcybiskupa Douglasa Younga. Paliusz otrzymał z rąk papieża Leona XIV w dniu 29 czerwca 2025.